# Comuna Tudor Vladimirescu, Brăila
Tudor Vladimirescu este o comună în județul Brăila, Muntenia, România, formată din satele Comăneasca, Scorțaru Vechi și Tudor Vladimirescu (reședința).

## Așezare
Comuna se află în zona central-nordică a județului. Satele ei se întind de-a lungul șoselei DN22, care leagă Brăila de Râmnicu Sărat. În satul Scorțaru Vechi, din acest drum se ramifică șoseaua județeană DJ255A, care duce spre sud către Traian (DN2B), Unirea (DN21) și Gropeni.

## Demografie
Componența etnică a comunei Tudor Vladimirescu
     Români (90,91%)
     Romi (1,5%)
     Alte etnii (7,59%)
Componența confesională a comunei Tudor Vladimirescu
     Ortodocși (91,61%)
     Alte religii (0,8%)
     Necunoscută (7,59%)
Conform recensământului efectuat în 2021, populația comunei Tudor Vladimirescu se ridică la 1.871 de locuitori, în scădere față de recensământul anterior din 2011, când fuseseră înregistrați 2.107 locuitori. Majoritatea locuitorilor sunt români (90,91%), cu o minoritate de romi (1,5%). Din punct de vedere confesional, majoritatea locuitorilor sunt ortodocși (91,61%), iar pentru 7,59% nu se cunoaște apartenența confesională.

## Politică și administrație
Comuna Tudor Vladimirescu este administrată de un primar și un consiliu local compus din 11 consilieri. Primarul, Mircea - Tudorel Berteșteanu[*], de la Partidul Social Democrat, este în funcție din 1 noiembrie 2024. Începând cu alegerile locale din 2024, consiliul local are următoarea componență pe partide politice:
|  | Partid                          | Consilieri | Componența Consiliului | Componența Consiliului | Componența Consiliului | Componența Consiliului |
|  | ------------------------------- | ---------- | ---------------------- | ---------------------- | ---------------------- | ---------------------- |
|  | Partidul Social Democrat        | 4          |                        |                        |                        |                        |
|  | Partidul Național Liberal       | 3          |                        |                        |                        |                        |
|  | Alianța Dreapta Unită           | 3          |                        |                        |                        |                        |
|  | Alianța pentru Unirea Românilor | 1          |                        |                        |                        |                        |

## Istorie
La sfârșitul secolului al XIX-lea, comuna făcea parte din plasa Vădeni a județului Brăila și era alcătuită doar din satul Tudor Vladimirescu, înființat odată cu împroprietărirea însurățeilor, în 1879. Comuna avea 899 de locuitori și în ea funcționau o biserică ridicată de locuitori în 1884 și o școală mixtă înființată în 1882. Celelalte
două sate, Comăneasca și Scorțaru Vechi, împreună cu satul Lutu Alb, formau comuna Scorțaru Vechi (Mola), cu 937 de locuitori. În comuna Scorțaru Vechi se aflau o școală cu 60 de elevi, deschisă ca școală de băieți în 1865 și devenită mixtă în 1880, precum și o biserică ridicată de locuitori în 1873.
În 1925, cele două comune făceau parte din plasa Silistraru a aceluiași județ. Comuna Tudor Vladimirescu (formată din satul omonim) avea 1374 de locuitori. Comuna Scorțaru Vechi avea în componență satele Comăneasca, Lutu Alb și Scorțaru Vechi, și era locuită de 1349 de locuitori.
În 1950, cele două comune au fost incluse în raionul Brăila al regiunii Galați. În 1968, comuna Tudor Vladimirescu a înglobat și satele comunelor Scorțaru Vechi și Cazasu, care au fost desființate. Comuna a revenit atunci la județul Brăila (reînființat). Satul Cazasu a făcut parte din comună până în 2003, când s-a desprins pentru a forma o comună de sine stătătoare.